# Lambiella
Lambiella Hertel – rodzaj grzybów z rodziny Trapeliaceae. Ze względu na współżycie z glonami zaliczany jest do grupy porostów.

## Systematyka i nazewnictwo
Pozycja w klasyfikacji według Index Fungorum: Trapeliaceae, Incertae sedis, Ostropomycetidae, Lecanoromycetes, Pezizomycotina, Ascomycota, Fungi.
Takson utworzyła Hannah Hertel w 1984 r. Nazwa polska według Wiesława Fałtynowicza.
Gatunki występujące w Polsce:
- Lambiella furvella (Nyl. ex Mudd) M. Westb. & Resl 2015 – tzw. brodawczyca trocinowata, krążniczka trocinowata
- Lambiella gyrizans (Nyl.) M. Westb. & Resl 2015 – brodawczyca koszmarka
- Lambiella impavida (Th. Fr.) M. Westb. & Resl 2015 – tzw. brodawczyca znaczna, krążniczka znaczna
- Lambiella insularis (Nyl.) T. Sprib. 2014 – tzw. brodawczyca osiadła, krążniczka osiadła

Nazwy naukowe według Index Fungorum, nazwy polskie według W. Fałtynowicza.